# Inger Wikström
Inger Elvi Margareta Wikström, född 11 december 1939 i Örgryte församling i Göteborg, är en svensk konsertpianist, tonsättare och dirigent.
Inger Wikström är dotter till direktör Herbert Wikström och Elvi Andersson  samt syster till Gunnel Biberfeld. Wikström tog musikpedagogexamen vid Stockholms Borgarskola 1958. Hon debuterade i samma stad 1956, i London 1959 och har turnerat i USA, Europa, Ryssland, Asien, Sydamerika och Afrika. Hon har hållit konserter i radio och TV samt gjort skivinspelningar.
Hon har skrivit boken Rapsodi (1975), komponerat sånger till texter av Rainer Maria Rilke, barnoperan Junker Nils av Eka till text av Astrid Lindgren samt operan Den fredlöse till text av August Strindberg.
Wikström drev Nordiskt musikkonservatorium, NMK, som hon grundade 1977 tillsammans med konsertviolinisten David Bartov. Hon invaldes som medlem i Föreningen svenska tonsättare 1987.
Inger Wikström var gift första gången 1962–1971 med Caspar Lundquist (1936–2023), andra gången 1972–1979 med David Bartov  (1951–2000) och tredje gången 1980–1990 med politikern och ämbetsmannen Jan-Erik Wikström (1932–2024). Inger Wikström är mor till fotografen och konstnären Teresa Lundquist (född 1969), operasångaren Michael Bartov (född 1973) och regissören och operachefen Mira Bartov (född 1975).

## Priser och utmärkelser
- 1988 – Ledamot nr 864 av Kungliga Musikaliska Akademien
- 1992 – Natur & Kulturs Kulturpris

## Kompositioner
- Junker Nils av Eka, op. 14, familjeopera med libretto av tonsättaren efter Astrid Lindgren (1982)
- Orpheusballaden för piano, op. 13 (1982)
- Orpheus ; Euridike ; Hermes för röst och piano, op. 11 (1982)
- Drei Rilke-Lieder för röst och piano, op. 12, till text av Rainer Maria Rilke (1983)
  1. ”Du bist die Zukunft, grosses Morgenrot”
  2. ”Liebeslied” (även i version för blandad kör a cappella, 2003)
  3. ”An die Musik”
- Tre sånger för röst och piano, op. 15, till text av Pär Lagerkvist (1983)
  1. ”Herdepipan”
  2. ”Som ett brinnande skepp”
  3. ”Uråldriga flöjter”
- Den fredlöse, opera med libretto av August Strindberg (1985)
- Ballad för piano och stråkorkester, op. 17 (1987)
- Tre violinduetter för 2 violiner, op. 18 (1988)
- Elddonet för röster och instrument till text av H.C. Andersen (1991)
- Six Preludes för piano (1991)
- Den brottsliga modern, opera i 2 akter med libretto av Mikael Hylin och tonsättaren (1991–92)
- Näktergalen, sagoopera i en akt med libretto av tonsättaren efter H.C. Andersen (1993)
- Pianokonsert nr 1 (Fantasia) (1994)
- Aladdin, barnmusikal för röster och piano med libretto av Elisabeth Nederman (1996)
- Peter Pan, barnopera med libretto av Elisabeth Nederman (1997)
- Six Shakespeare Sonnets för röst och piano till text av William Shakespeare (1997)
- Tre Stockholmssånger för baryton och piano till text av Bo Bergman (1997)
  1. ”Midnattsskyar”
  2. ”Stadsbarn”
  3. ”Vår på Djurgården”
- Sagosvit för piano (1999)
- En dåres försvarstal, opera med libretto av Miriam Gutman efter August Strindberg (2002)
- Oratio sanctae Birgittae för blandad kör a cappella (2002)
- Bön av Den heliga Birgitta (”Visa mig vägen”) för blandad kör (2003)
- Don Giovanni Variations för piano (2003)
- Strindberg-svit för piano (2003)
- Evigt din Mozart, opera för 7 solister och kammarorkester med libretto av tonsättaren (2011)
- The Magic Flute Variations för piano
- Three Shakespeare Sonnets för baryton och piano
  1. ”Then hate me when thou wilt” (Sonett nr 90)
  2. ”Shall I compare thee to a summer's day” (Sonett nr 18)
  3. ”Whilst I alone did call upon thy aid” (Sonett nr 79)
- Vägmärken, svit för baryton och piano till text av Dag Hammarskjöld
  1. Prelude
  2. ”Vidare drives jag”
  3. ”Skönheten var en ton”
  4. ”I en virvlande förintelses eld”
  5. ”En linje, en skugga en färg”
  6. ”Narrspelet”
  7. ”Tonande tystnad”
  8. ”Tidens flykt”
  9. ”Trött och ensam”
  10. ”Är det ett nytt land”
  11. ”Vägen, du skall följa den”
  12. Postlude